# 30 tháng 5
Ngày 30 tháng 5 là ngày thứ 150 (151 trong năm nhuận) trong lịch Gregory. Còn 215 ngày trong năm.

## Sự kiện
- 1431 – Chiến tranh Trăm Năm: Jeanne d'Arc bị người Anh thi hành án tử hình bằng cách hỏa thiêu tại Rouen, Pháp.
- 1574 – Henri III lên ngôi vua nước Pháp
- 1788 – Luật chơi cricket đầu tiên của MCC ra đời.
- 1854 – Tổng thống Hoa Kỳ Franklin Pierce ký thành luật Đạo luật Kansas-Nebraska, thành lập hai lãnh thổ Kansas và Nebraska.
- 1949 – Chính phủ Liên bang Đông Dương trao quyền quản lý Cao nguyên Trung phần cho chính phủ Quốc gia Việt Nam.
- 1963 – Biến cố Phật giáo: một cuộc biểu tình chống phân biệt đối xử ủng hộ Công giáo xảy ra ở miền nam Việt Nam.
- 1974 – Máy bay chở khách Airbus A300 phục vụ lần đầu tiên trên đường bay của Air France.
- 1989 – Sự kiện Thiên An Môn: Các sinh viên biểu tình trên quảng trường Thiên An Môn bỏ màn che tượng "Nữ thần Dân chủ".

## Sinh
- 1672 – Pyotr I của Nga, tức Pyotr Đại đế (lịch Julius) (m. 1725)
- 1820 – Nguyễn Phúc Miên Bảo, tước phong Tương An Quận vương, hoàng tử con vua Minh Mạng (m. 1854).
- 1980 – Steven Gerrard, cầu thủ bóng đá Anh
- 1989 – Hyomin, nữ ca sĩ người Hàn Quốc
- 1989 – Ailee, ca sĩ Hàn Quốc
- 1990 – Yoona, Diễn viên, ca sĩ nhóm nhạc Girl's Generation của Hàn Quốc
- 1997 – Eunha (ca sĩ), nữ ca sĩ, Diễn viên người Hàn Quốc, thành viên nhóm nhạc GFriend

## Mất
- 947 – Mã Hy Phạm, quân chủ nước Sở, tức ngày Nhâm Thìn (8) tháng 5 năm Đinh Mùi (s. 899)
- 1431 – Jeanne d'Arc, nữ anh Hùng dân tộc người Pháp (s. 1412)
- 1574 – Vua Charles IX của Pháp (s. 1550)
- 1778 – Voltaire, vǎn sĩ, thi sĩ, kịch sĩ, sử gia, triết gia, và đại biểu xuất sắc của triết học thời kỳ Khai sáng Pháp. (s. 1694)
- 1921 – Phan Kế Bính, nhà vǎn, nhà nghiên cứu, dịch giả Việt Nam (s. 1875)
- 2001 – Bùi Văn Anh, nhà ngoại giao Việt Nam Cộng Hòa (s. 1930)
- 2009 – Bùi Đình Đạm, Thiếu tướng Việt Nam Cộng hòa